# Pieris ergane
Pieris ergane är en fjärilsart som först beskrevs av Charles Andreas Geyer 1828.  Pieris ergane ingår i släktet Pieris och familjen vitfjärilar. Inga underarter finns listade i Catalogue of Life.